# Macleania loeseneriana
Espèce
Synonymes
- Macleania laurina S. F. Blake[2]
- Macleania laurina S.F. Blake[1]

Statut de conservation UICN

 NT  : Quasi menacé
Macleania loeseneriana est une espèce de plantes à fleurs de la famille des Ericaceae.

## Publication originale
- Botanische Jahrbücher für Systematik, Pflanzengeschichte und Pflanzengeographie 42: 269, 302. 1909.